# Elevation (canción de Erasure)
«Elevation» es el cuadragésimo disco sencillo del dueto inglés de música electrónica Erasure, publicado el 15 de septiembre de 2014. Fue lanzado sólo con fines promocionales en julio y se lanzó a la venta en septiembre.

Elevation es el primer corte del álbum The Violet Flame y llegó al tercer puesto del ranking dance de Billboard.

## Lista de temas
1. Elevation - Single Version  3:36
2. Elevation - Extended Mix  6:08
3. Elevation - BT Remix  7:09
4. Elevation - Cutmore Remix  5:25
5. Elevation - Club Clique Remix  5:39
6. Elevation - BT Dub Remix  7:04
7. Elevation - Cutmore Dub Remix  5:25
8. Elevation - Extended Instrumental  6:08
9. Elevation - Live Rehearsal Version  4:16

## Créditos
Elevation es una canción escrita por Vince Clarke, Andy Bell y Richard X.
- Productor: Erasure & Richard X
- Producción adicional y mezcla: Pete Hofmann
- Ingeniero de grabación, productor adicional y programación: Evan Sutton

- - Pistas 2 y 8 – Extended mix por Richard X
  - Pistas 3 y 6 - Remix y producción adicional por BT
  - Pistas 4 y 7 – Remix adicional, producción y teclados por Cutmore
  - Pistas 5, 3 y 6 – Remix producción adicional por Club Clique
  - Pista 9 - Grabada por Hugh Walker, Rob Brinkmann y MJ en John Henry’s rehearsal studios, Londres. Mezclado por Neil Quinlan en Studio Mute. Coros por Valerie Chalmers and Emma Whittle

- Masterizado por Mike Marsh en The Exchange Mastering, Londres y Stefan Betke en Scape Mastering, Berlín.

## Datos adicionales
"Elevation", así como el resto de las canciones de The Violet Flame, Vince Clarke y Andy Bell por primera vez incluyeron a alguien más en la autoría de las canciones (Richard X). El único antecedente se encuentra en "First Contact", lado B del sencillo Rain.